# Папуга-червонодзьоб суматранський
Папу́га-червонодзьо́б суматранський (Tanygnathus sumatranus) — вид папугоподібних птахів родини Psittaculidae. Ендемік Індонезії.

## Опис
Довжина птаха становить 32 см, розмах крил 22 см, вага 230-330 г. Забарвлення переважно зелене, нижня частина тіла і шия світліші. Нижня частина спини і надхвістя блакитні. Махові пера темні з жовтуватими краями, нижня частина хвоста жовта. У самців дзьоб червоний, у самиць світло-кремовий. Райдужки жовті, лапи сірі.

## Підвиди
Виділяють два підвиди:
- T. s. sumatranus (Raffles, 1822) — Сулавесі та сусідні острови Банґґаї[en] і Сула[en];
- T. s. sangirensis Meyer, AB & Wiglesworth, 1894 — острови Сангіхе[en] і Каракелонґ[en].

Tanygnathus everetti раніше вважався конспецифічним з суматранським папугою-червонодзьобом, однак за результатами молекулярно-філогенетичного дослідження був визнаний окремим видом.

## Поширення і екологія
Суматранські папуги-червонодзьоби є ендеміками Індонезії, однак, незважаючи на свою назву, поширені не на Суматрі, а на Сулавесі і сусідніх островах. Вони живуть у вологих тропічних лісах, на узліссях і болотах, в саванах і мангрових лісах. Зустрічаються поодинці, парами або невеликими зграйками до 15 птахів, переважно на висоті до 500 м над рівнем моря. Вони ведуть частково нічний спосіб життя, живляться горіхами, плодами і насінням. Сезон розмноження триває з квітня по листопад. Гніздяться в дуплах дерев, в кладці 2-4 яйця. Інкубаційний період триває 25 днів, пташенята покидають гніздо через 9 тижнів після вилуплення і стають повністю самостійними ще через 3 тижні.